# Иргенские мученики
Симеон, Киприан, Иосиф и Василий с дружиной — воины из отряда воеводы Афанасия Пашкова, замученные им 1656—1662 годы в Иргенском остроге. Почитаются в Русской православной церкви как мученики — «Симеон, Киприан, Иосиф, Василий и иже с ними, Иргенские, Сибирские». Память совершается во 2-ю Неделю по Пятидесятнице — День всех святых, в земле Российской просиявших.

## Жизнеописание
Иргенские мученики были казаками, прибывшими с отрядом воеводы Пашкова в Забайкалье. Первое письменное сообщение о них содержится в записках священномученика Ефрема, бывшего начальником Забайкальской духовной миссии. Его записки были опубликованы в 1911 году и содержат рассказы местного духовенства и паломников, посещавших Иргень.
Имена трех воинов — Симеона, Киприана и Иосифа —  сохранили народные предания, а имя четвёртого — Василия — стало известно только в 1886 году. Согласно рассказу купеческой жены Скобельциной из Благовещенска, страдавшей от тяжёлой болезни, ей во сне явился воин, назвавшийся Василием с Иргени, и велел выздоравливать. Выздоровев, женщина посетила Иргень, где рассказала о видении местному священнику, отслужила панихиду по «мученике воине Василии». После этого имя «Василий» было приобщено к именам других иргенских мучеников.
В современных работах (статья «К истории крестного хода на Иргень» (1998 год) читинского краеведа Г. А. Жеребцова, «Патерик сибирских святых и подвижников благочестия» (2006 год) протоиерея Анатолия Дмитрука) о мучениках сообщается как о «четырёх братьях доброй жизни, трудолюбивых, богатых и имевших на окрестных жителей сильное и благотворное влияние». В пользу этой версии свидетельствует чтимая на Иргени икона Божией Матери «Знамение», на полях которой помещены лики святых Симеона Юродивого (VI в.), мученика Киприана Никомидийского (III—IV в.) и Иосифа Обручника. Предполагается, что эту икону с изображением их небесных покровителей братья взяли с собой в поход в Сибирь.

### История смерти
Первой версией о причине смерти Иргенских мучеников называют зависть воеводы Пашкова в отношении «честных и трудолюбивых братьев». Он, используя как повод их незначительную провинность, в качестве наказания приказал им в короткий срок засолить 40 бочек карасевых «язычков». Братья не исполнили приказа и были подвергнуты жестоким мучениям — их били бичами, морили голодом, в результате чего они скончались. По преданию, в день погребения братьев произошло чудо: когда казаки вернулись с похорон, то увидели бочки, заполненные до краёв карасёвыми язычками.
В качестве более реальной причины смерти братьев архимандрит Ефрем называет их приверженность «старой вере». В отряде Пашкова под влиянием конвоируемого им протопопа Аввакума было много сторонников его религиозных идей, готовых пострадать за них до смерти. В своей «Памятной записке о злоупотреблениях и жесткостях воеводы Пашкова» Аввакум приводит многочисленные случаи жестокой расправы воеводы над своими подчинёнными (только голодом было уморено более 500 человек). Возможную принадлежность иргенских мучеников к староверам подтверждает факт их захоронения не в дощатых гробах, а в выдолбленных колодах (традиционная форма гроба у староверов). Также у староверов Иргень, ставшая местом погребения мучеников, является одним из мест традиционного паломничества.

## Почитание
К Иргенским мученикам верующие обращались за помощью в рождении детей. Известно письмо семипалатинского купца к епископу Забайкальскому и Нерчинскому Мелетию с просьбой помолиться на Иргении у гробов мучеников о даровании ему наследника.

### Место погребения
Относительно места погребения иргенских мучеников существует две версии:
1. Тела братьев были погребены на кладбище Иргенского острога, который в 1708 году был полностью разобран по причине ветхости. Предание, сохранившиеся в записках архимандрита Ефрема, сообщает, что братья явились местным пастухам-бурятам, которые пригоняли пастись скот на месте их погребения, и просили не допускать животных на их могилы. Сообщают и о явлении мучеников православным с просьбами молиться «о упокоении пострадавших на Иргени Симеоне, Киприане и Иосифе с дружиной», сопровождавшейся угрозой засухи и голода в случае забвения места их погребения. После этого на месте явления мучеников вначале поставили крест, а затем возвели часовню. Часовня была сделана из простого деревянного дома, привезённого с берега озера Шакши в котором, по преданию, жил ссыльный митрополит Арсений (Мацеевич)[13].
2. «Патерик Сибирских святых и подвижников благочестия» протоиерея Анатолия Дмитрука сообщает, что родственники воеводы Пашкова, устроили на месте дома братьев церковь в которой под спудом и были положены их останки[2]. Из описания Иргенского острога следует, что избы казаков располагались под его угловыми башнями.

Герхард Миллер в своём описании Нерчинского уезда (1735 год) сообщает о стоящей на месте Иргенского острога часовне во имя трёх ещё не канонизированных святых Симеона, Киприана и Иосифа. На тот момент от Иргенского острога сохранилась только часовня святого Герасима Иорданского, стоявшая берегу озера Иргень и использовавшаяся как баптистерий. Вероятно, к ней Миллер отнёс предание о замученных воинах.
В 1862 году простая деревянная часовня над могилой мучеников была переделана в церковь в честь святых Симеона, Киприана и Иосифа, бывших небесными покровителями братьев. В 1877 году церковь сгорела, и под её пеплом были обретены мощи иргенских мучеников, лежавшие в выдолбленных колодах. В том же году над могилой воинов была устроена небольшая церковь, которую, как и прежнюю, освятили во имя святых Симеона, Киприана и Иосифа. Архимандрит Ефрем (Кузнецов) сообщает, что «в субботу после 9-й пятнице в этом храме обычно совершаются заупокойная литургия и панихида по замученным здесь воинам, а также творится поминовение всех усопших, о благовестии Христове в Забайкалье потрудившихся».
Иргень с конца XVIII века стал местом паломничества — ежегодно к нему совершался крестный ход из Читы с местночтимой иконой Божией Матери «Знамение». Был период, когда крестный ход на Иргень был запрещён по распоряжению Иркутского епархиального начальства как возникший без ведома духовного начальства и его неосведомленности о иргенских святынях и их истории. По преданию, после этого «не один год продолжалась губительная засуха, неурожай хлеба, плодов и трав, степные и лесные пожары». Крестные ходы на Иргень были возрождены в конце XIX века и продолжались по 1916 года. В современной истории эта традиция возобновилась с конца XX века.

### Мощи
Первое сообщение об обретении мощей иргенских мучеников относится к 1877 году, когда церковь над их могилой сгорела:

Церковь сгорела вся дотла, сгорел и пол в церкви. Когда разрыли груду углей, оставшихся от пожара, то все и православные, и буряты, съехавшиеся на пожар, с удивлением увидели, что гроб-колода с чтимыми останками воинов, бывший поверх земли под полом храма, остался совершенно не тронутый огнём, хотя на нем лежала громадная куча горящих углей; и даже бывшая на гробе парчовая пелена осталась целою.

В 1911 году мощи святых, находившиеся в двух гробах-колодах под полом церкви, по благословению епископа Мефодия были освидетельствованы архимандритом Ефремом и иереем Николаем Корелиным. Акт освидетельствования мощей сообщает:

 
…спустились под пол названной церкви, где в особом гробе, поставленном поверх земли, покоятся останки похороненных, по преданию, здесь замученных воинов <…> Все кости в обоих гробах — в целости и вполне сохранившиеся.

В 1920-е годы церковь на Иргени была разобрана, мощи мучеников остались в земле. Раскопки на месте острога проводились в 1994 году Амурским археологическим отрядом Института истории, археологии и этнографии народов Дальнего Востока ДВО РАН под руководством доктора исторических наук А. Р. Артемьева. Место захоронения мучеников обнаружено им не было.

### Часовня в селе Моты

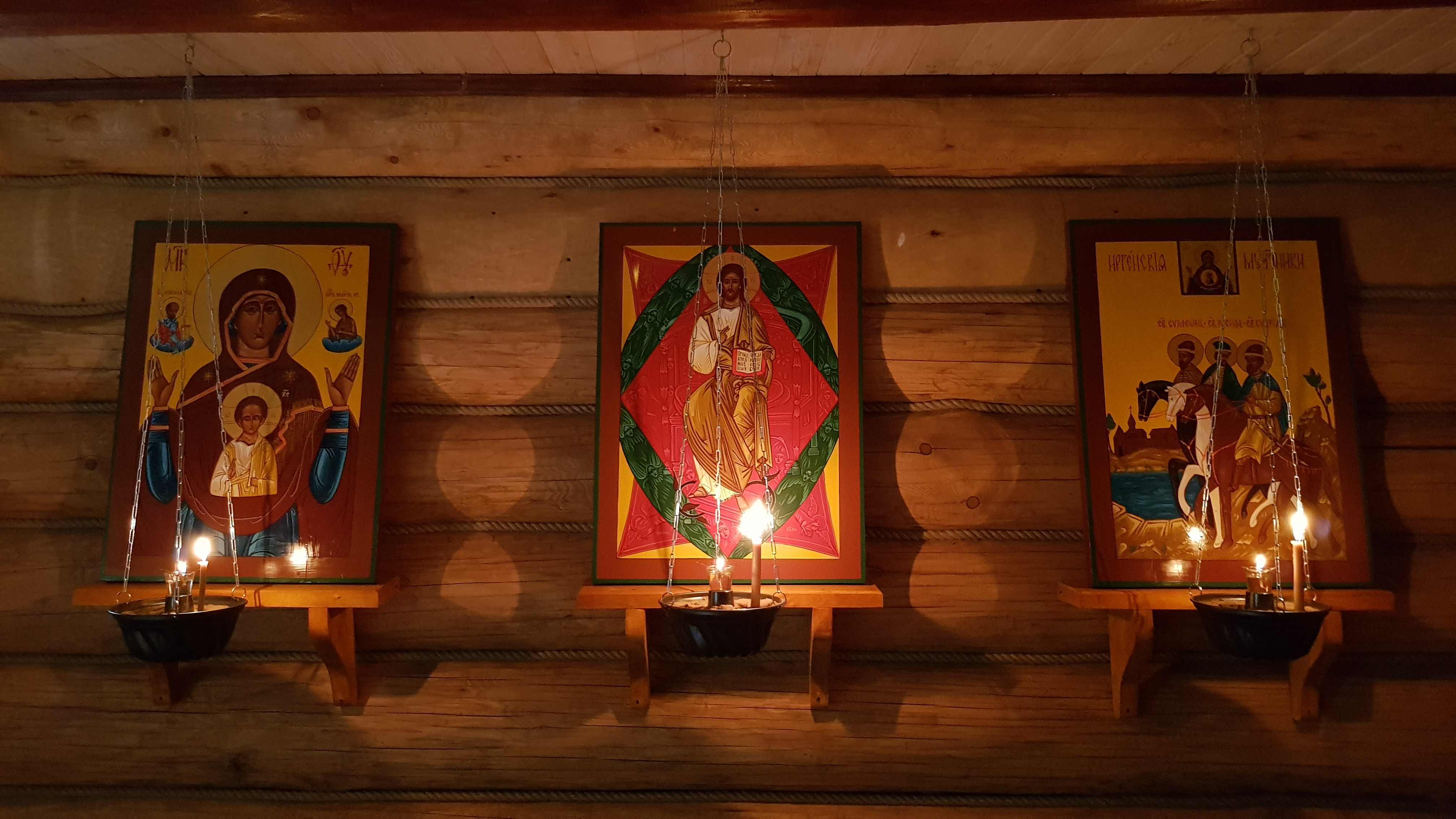
В часовне Иргенских мучеников, село Моты

В селе Моты Шелеховского района Иркутской области, основанном енисейскими казаками в XVII веке, обустроена часовня в честь святых казаков мучеников Иргенских — Симеона, Киприана и Иосифа со дружиною при воздвигаемом храме Русской древлеправославной церкви в честь святых мучениц Веры, Надежды, Любови и матери их Софьи.